# Arno (atol)
Arno (ang. Arno Atoll, marszal. Arņo) – zamieszkany atol w łańcuchu Ratak Chain Wysp Marshalla na Oceanie Spokojnym.
Atol obejmuje 83 wysepki, m.in. Kebjaltak, Ulien, Rearlaplap, Langor i Bikarej. Wraz z laguną Arno zajmuje 338,69 km².
Atol został odkryty przez angielskiego kapitana Johna Marshalla (1748–1819) w 1788 roku.
Na wybrzeżu laguny wysepki Jab'u znajduje się wrak samolotu Consolidated B-24 Liberator z okresu II wojny światowej, który rozbił się przy lądowaniu 2 stycznia 1944 roku.  
W latach 1964–1967 na atolu stwierdzono występowanie 126 gatunków roślin i 15 gatunków ptaków, m.in. występowała tu Ducula oceanica ratakensis.